# Libochora
Libochora (ukr. Либохора) – wieś na Ukrainie, w rejonie stryjskim (do 2020 roku w rejonie skolskim) obwodu lwowskiego. Wieś liczy około 918 mieszkańców. Pierwsze wzmianki o miejscowości pochodzą z 1300 r.
W 1921 r. miejscowość liczyła około 753 mieszkańców. Za II Rzeczypospolitej do 1934 samodzielna gmina jednostkowa, następnie należała do zbiorowej wiejskiej gminy Sławsko. Początkowo w powiecie skolskim, a od 1932 w powiecie stryjskim w woj. stanisławowskim. Po wojnie wieś weszła w struktury administracyjne Związku Radzieckiego.

## Ważniejsze obiekty
- Cerkiew greckokatolicka

## Związani z Libochorą
- Iwan Iwanowicz Mahuszyniec - romanista